# Oulad Imloul
Oulad Imloul är en ort i Marocko.   Den ligger i regionen Marrakech-Safi, 240 km söder om huvudstaden Rabat.